# Mykoła Zaworotny
Mykoła Kyryłowycz Zaworotny, ukr. Микола Кирилович Заворотний, ros. Николай Кириллович Заворотный, Nikołaj Kiriłłowicz Zaworotny (ur. 24 listopada?/7 grudnia 1912 we wsi Mochnatyn, w guberni czernihowskiej, Imperium Rosyjskie, zm. 5 grudnia 1987 w Czerkasach) – ukraiński piłkarz, grający na pozycji napastnika, trener piłkarski.

## Kariera piłkarska
Rozpoczął karierę piłkarską w zespołach Wodnyk Kijów i Żełdor Kijów w 1927 roku, które w latach 20-30. XX wieku uważane były za najlepsze w stolicy i na Ukrainie, a jego graczy tworzyli trzon reprezentacji Kijowa w mistrzostwach Ukrainy i ZSRR. Następnie, prawie do ataku Niemiec na ZSRR występował w klubach Spartak Charków, Spartak Mińsk, z Iwanowo i Stalingrada. Po wojnie został piłkarzem Spartaka Kijów. W 1947 przeszedł do Spartaka Chersoń, gdzie zakończył karierę piłkarza.

## Kariera trenerska
Jeszcze w chersońskim zespole rozpoczął pracę szkoleniowca łącząc funkcje piłkarza i drugiego trenera. W 1949 objął prowadzenie Spartaka Chersoń, którym kierował do 1952 roku. Od 1953 do 1957 prowadził Torpedo Kirowohrad. W 1958 roku pracował jako starszy trener Kołhospnyka Równe, a w 1959 pomagał trenować Łokomotyw Winnica. W 1960 roku los zaprowadził go do Czerkas, który stał się jego drugim domem. W 1960 roku został mianowany na stanowisko starszego trenera miejscowego Kołhospnyka Czerkasy, zastępując dobrze znanego eksperta Abrama Łermana, który został zaproszony do kierowania nowo utworzonym Arsenałem Kijów. W 1962 po powrocie Abrama Łermana do Kołhospnyka przekazał jemu swoje funkcje. W 1963 został zaproszony do Krzywego Rogu, gdzie najpierw trenował amatorski PHZK reprezentujący miejscowy Południowy Zakład Wzbogacenia Rud. Na początku 1964 kierownictwo Hirnyka Krzywy Róg zrezygnowało z usług trenera Wasyla Briuszyna i zaproponowało Zaworotnemu stać na czele klubu. Po udanym pierwszym sezonie (3. miejsce) nastąpił okres słabszej gry i do lipca 1965 został zwolniony. Już wkrótce, w sierpniu 1965 objął prowadzenie Awanhardu Żółte Wody, zmieniając innego znanego trenera Łeonida Rodosa, który zgodził się na propozycję przejścia do bardziej znanego Metałurha Zaporoże. Z Awanhardem w następnym sezonie zdobył największy trofeum w swojej karierze – mistrzostwo Ukraińskiej SRR. Jednak kierownictwo zadecydowało, że w Drugiej Grupie Klasy A Mistrzostw ZSRR zespołem powinien kierować bardziej znany trener (im został Wałentyn Morozow), a Zaworotnemu powierzono obowiązki dyrektora sportowego klubu. Taka praca nie odpowiadała jemu i w połowie sezonu 1968 opuścił Żółte Wody, prowadząc potem SK Prometej Dnieprodzierżyńsk. W sierpniu 1969 roku powrócił do Czerkas, gdzie pracował do 1975 na różnych stanowiskach w klubie Dnipro Czerkasy. W 1973 pomagał Witalijowi Chmelnyckiemu zdobyć złote medale Mistrzostw Ukraińskiej SRR wśród drużyn amatorskich i powrócić do rozgrywek Wtoroj Ligi ZSRR. Również trenował amatorski Fotopryład Czerkasy (1972-1974). To właśnie ten zespół po rozformowaniu w końcu 1974 Hranitu Czerkasy od 1975 przejął historię klubu, a Zaworotny został pierwszym trenerem odrodzonego klubu.
5 grudnia 1987 zmarł w Czerkasach w wieku 75 lat.

## Sukcesy i odznaczenia

### Sukcesy trenerskie
Torpedo Kirowohrad
- zdobywca Pucharu Ukraińskiej SRR: 1953

Awanhard Żółte Wody
- mistrz Ukraińskiej SRR: 1966

### Odznaczenia
- tytuł Zasłużonego Trenera Ukraińskiej SRR: 1966